# Uranoscopus oligolepis
Uranoscopus oligolepis és una espècie de peix pertanyent a la família dels uranoscòpids.

## Descripció
- Pot arribar a fer 11,3 cm de llargària màxima.
- 4-5 espines i 13-14 radis tous a l'aleta dorsal i 12-15 radis tous a l'anal.[5]

## Hàbitat
És un peix marí, demersal i de clima tropical.

## Distribució geogràfica
Es troba des de l'estret de Bali fins a l'illa de Timor. També és present a Taiwan, Malàisia i Nova Caledònia.

## Observacions
És inofensiu per als humans.